# Flåmsbana
| Signet der Flåmsbana auf einer E-Lok |                      |                                  |                                  |
| Kursbuchstrecke: | Flåm–Myrdal: R 45    |                                  |                                  |
| Streckenlänge: | 20,20 km             |                                  |                                  |
| Spurweite: | 1435 mm (Normalspur) |                                  |                                  |
| Stromsystem: | 15 kV, 16,7 Hz ~     |                                  |                                  |
| Maximale Neigung: | 55 ‰                 |                                  |                                  |
| Minimaler Radius: | 130 m                |                                  |                                  |
| Streckengeschwindigkeit: | 40 km/h              |                                  |                                  |
| |                      |                                  |                                  |
| \| \| 0,00 \| Flåm \| 2 moh. \| \| \| 1,60 \| Lunden \| 16 moh. \| \| \| 2,99 \| Håreina \| 48 moh. \| \| \| \| Furuberget-Tunnel (424,0 m) \| \| \| \| \| Spælemyren-Tunnel (24,6 m) \| \| \| \| 6,30 \| Dalsbotn \| 200 moh. \| \| \| \| Unterer Dalsbotntunnel (206,6 m) \| \| \| \| \| Oberer Dalsbotntunnel (154,3 m) \| \| \| \| \| Høga-Tunnel (59,2 m) \| \| \| \| \| Høga-Brücke \| \| \| \| \| Timberheller-Tunnel (172,6 m) \| \| \| \| \| Geithus-Tunnel (139,2 m) \| \| \| \| 9,69 \| Berekvam \| 345 moh. \| \| \| \| Sjølskott-Tunnel (39,2 m) \| \| \| \| \| Reppa-Tunnel (132,9 m) \| \| \| \| \| Melhusgjelet-Tunnel (11,1 m) \| \| \| \| \| Melhus-Tunnel (177,5 m) \| \| \| \| 11,80 \| Blomheller \| 458 moh. \| \| \| \| Blomheller-Tunnel (1029,6 m) \| \| \| \| 13,86 \| Kårdal \| 557 moh. \| \| \| \| Nåli-Tunnel (1341,5 m) \| \| \| \| \| Kjosfoss-Tunnel (478,4 m) \| \| \| \| 15,80 \| Kjosfossen \| 670 moh. \| \| \| \| Bakli-Tunnel (195,1 m) \| \| \| \| \| (22,7 m) \| \| \| \| \| (14,0 m) \| \| \| \| \| Vatnahalsenkehrtunnel (888,6 m) \| \| \| \| 18,00 \| Reinunga \| 767 moh. \| \| \| 19,07 \| Vatnahalsen \| 811 moh. \| \| \| \| Unterer Toppentunnel (79,9 m) \| \| \| \| \| Oberer Toppentunnel (101,4 m) \| \| \| \| \| Bergensbanen von Oslo \| \| \| \| 20,20 \| Myrdal \| 866 moh. \| \| \| \| nach Bergen \| \| |                      |                                  |                                  |
| Kopfbahnhof Streckenanfang | 0,00                 | Flåm                             | 2 moh.                           |
| Haltepunkt / Haltestelle | 1,60                 | Lunden                           | 16 moh.                          |
| Haltepunkt / Haltestelle | 2,99                 | Håreina                          | 48 moh.                          |
| Tunnel |                      | Furuberget-Tunnel (424,0 m)      | Furuberget-Tunnel (424,0 m)      |
| Tunnel |                      | Spælemyren-Tunnel (24,6 m)       | Spælemyren-Tunnel (24,6 m)       |
| Haltepunkt / Haltestelle | 6,30                 | Dalsbotn                         | 200 moh.                         |
| Tunnel |                      | Unterer Dalsbotntunnel (206,6 m) | Unterer Dalsbotntunnel (206,6 m) |
| Tunnel |                      | Oberer Dalsbotntunnel (154,3 m)  | Oberer Dalsbotntunnel (154,3 m)  |
| Tunnel |                      | Høga-Tunnel (59,2 m)             | Høga-Tunnel (59,2 m)             |
| Brücke |                      | Høga-Brücke                      | Høga-Brücke                      |
| Tunnel |                      | Timberheller-Tunnel (172,6 m)    | Timberheller-Tunnel (172,6 m)    |
| Tunnel |                      | Geithus-Tunnel (139,2 m)         | Geithus-Tunnel (139,2 m)         |
| Bahnhof | 9,69                 | Berekvam                         | 345 moh.                         |
| Tunnel |                      | Sjølskott-Tunnel (39,2 m)        | Sjølskott-Tunnel (39,2 m)        |
| Tunnel |                      | Reppa-Tunnel (132,9 m)           | Reppa-Tunnel (132,9 m)           |
| Tunnel |                      | Melhusgjelet-Tunnel (11,1 m)     | Melhusgjelet-Tunnel (11,1 m)     |
| Tunnel |                      | Melhus-Tunnel (177,5 m)          | Melhus-Tunnel (177,5 m)          |
| Haltepunkt / Haltestelle | 11,80                | Blomheller                       | 458 moh.                         |
| Tunnel |                      | Blomheller-Tunnel (1029,6 m)     | Blomheller-Tunnel (1029,6 m)     |
| ehemaliger Haltepunkt / Haltestelle | 13,86                | Kårdal                           | 557 moh.                         |
| Tunnel |                      | Nåli-Tunnel (1341,5 m)           | Nåli-Tunnel (1341,5 m)           |
| Tunnel |                      | Kjosfoss-Tunnel (478,4 m)        | Kjosfoss-Tunnel (478,4 m)        |
| Haltepunkt / Haltestelle | 15,80                | Kjosfossen                       | 670 moh.                         |
| Tunnel |                      | Bakli-Tunnel (195,1 m)           | Bakli-Tunnel (195,1 m)           |
| Tunnel |                      | (22,7 m)                         | (22,7 m)                         |
| Tunnel |                      | (14,0 m)                         | (14,0 m)                         |
| Tunnel |                      | Vatnahalsenkehrtunnel (888,6 m)  | Vatnahalsenkehrtunnel (888,6 m)  |
| Haltepunkt / Haltestelle | 18,00                | Reinunga                         | 767 moh.                         |
| Haltepunkt / Haltestelle | 19,07                | Vatnahalsen                      | 811 moh.                         |
| Tunnel |                      | Unterer Toppentunnel (79,9 m)    | Unterer Toppentunnel (79,9 m)    |
| Tunnel |                      | Oberer Toppentunnel (101,4 m)    | Oberer Toppentunnel (101,4 m)    |
| Abzweig geradeaus und von links |                      | Bergensbanen von Oslo            | Bergensbanen von Oslo            |
| Bahnhof | 20,20                | Myrdal                           | 866 moh.                         |
| Strecke |                      | nach Bergen                      | nach Bergen                      |

Flåmsbana ist eine eingleisige normalspurige Nebenstrecke, die von der norwegischen Bergenbahn abzweigt und wegen der durchfahrenen Landschaft und ihrer erheblichen Steigung heute eine Touristenattraktion in Westnorwegen darstellt. Seit dem 1. Januar 1998 wird die Flåmsbana von der privaten Gesellschaft Flåm Utvikling gemeinsam mit Norges Statsbaner (heute: Vy) betrieben.

## Geografie
Die Bahnstrecke führt von Myrdal an der Bergenbahn, das 866 m hoch liegt, durch das Flåmsdalen hinunter zum Hafen von Flåm am Aurlandsfjord auf einer Höhe von zwei Metern über dem Meeresspiegel (2 moh. = meter over havet). Um lawinengefährdete Bereiche im Flåmsdalen zu umgehen, kreuzt die Strecke den Fluss mehrfach. Nur an einer Stelle wurde hierfür eine Brücke gebaut, für die anderen Querungen wurde der Fluss in Tunneln unter der Strecke hindurch geleitet.

## Geschichte
Mit dem Bau wurde 1923 begonnen, um eine Verbindung für den Güterverkehr von der Bergenbahn hinunter zum Sognefjord zu schaffen, der ganzjährig durch Schiffe befahren werden kann. Von den 20 Tunneln der Strecke wurden 18 in Handarbeit vorgetrieben, sodass pro Meter Tunnel ein Monat Arbeit benötigt wurde. Im Herbst 1936 – nach 13 Jahren – waren die Bauarbeiten soweit fortgeschritten, dass die Gleise verlegt werden konnten. Am 1. August 1940 wurde die Strecke mit Güterzügen, die von Dampflokomotiven gezogen wurden, in Betrieb genommen. Planmäßiger Personenverkehr begann am 10. Februar 1941. Die Elektrifizierung erfolgte erst 1944.
In den 1950er und 1960er Jahren war die Strecke, wie andere Nebenstrecken in Norwegen, von Stilllegung bedroht. Da aber der – touristisch generierte – Personenverkehr stetig zunahm, wurde davon abgesehen. Die neugegründete Gesellschaft Flåm Utvikling AS übernahm 1998 das gesamte Marketing der Flåmsbana. Im Jahre 2013 konnte mit 718.195 Fahrgästen ein neuer Besucherrekord aufgestellt werden (2005: 475.033 Fahrgäste): Die Flåmsbana ist damit eine der meistbesuchten Touristenattraktionen Norwegens.

Impressionen während der Fahrt
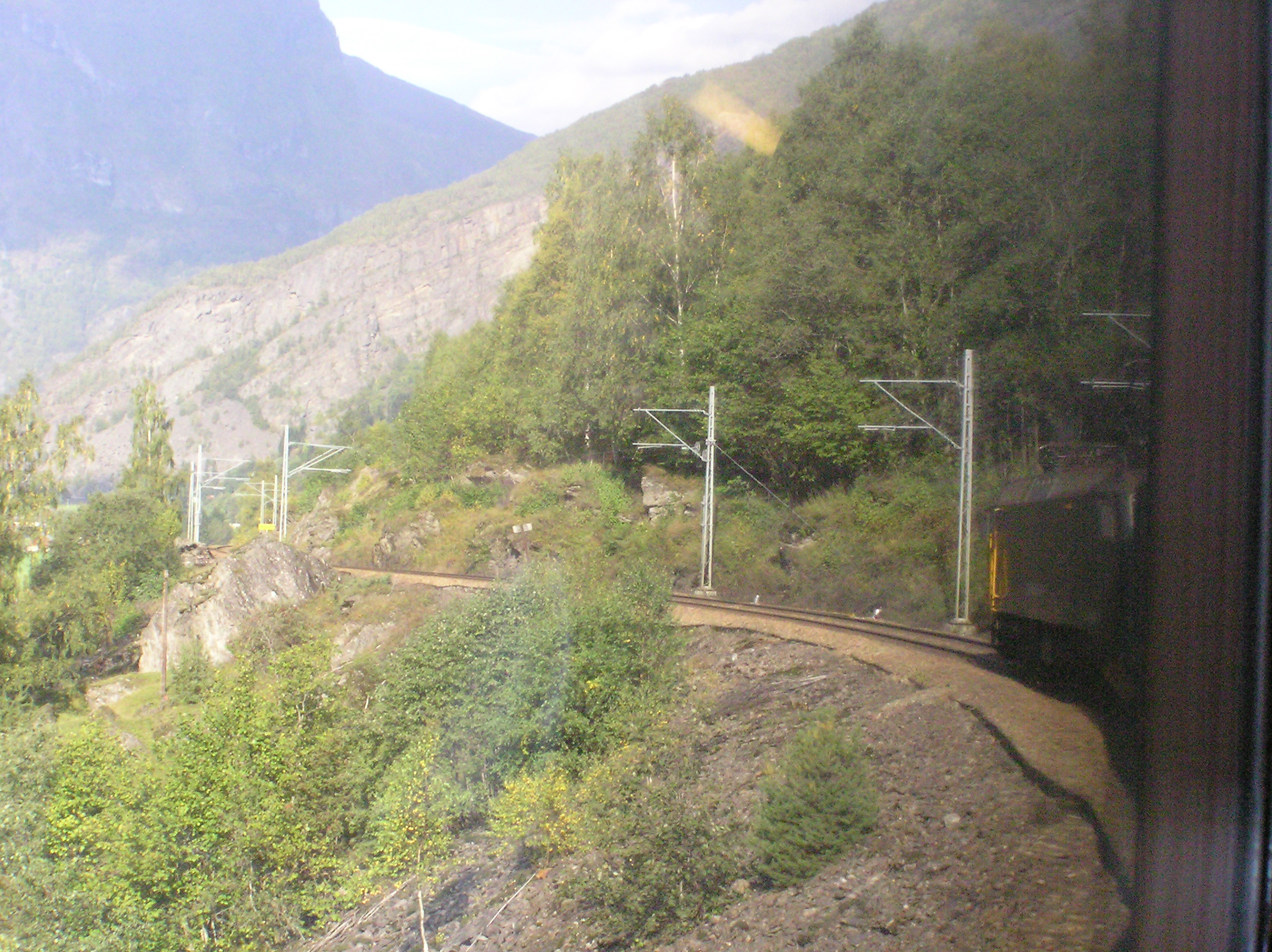
Wenig Gefälle hinter Myrdal
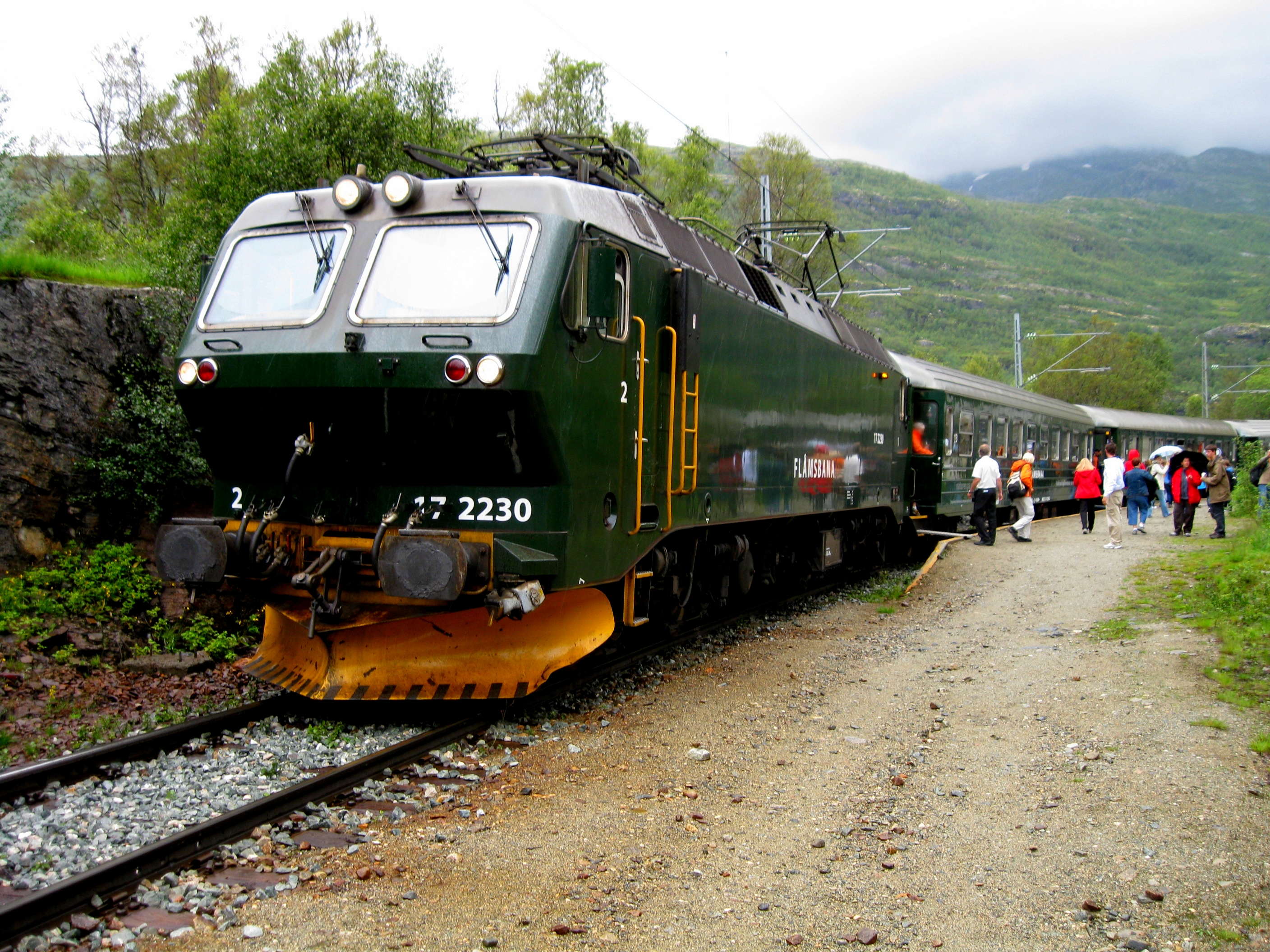
fünf Minuten Halt am  Kjosfossen …
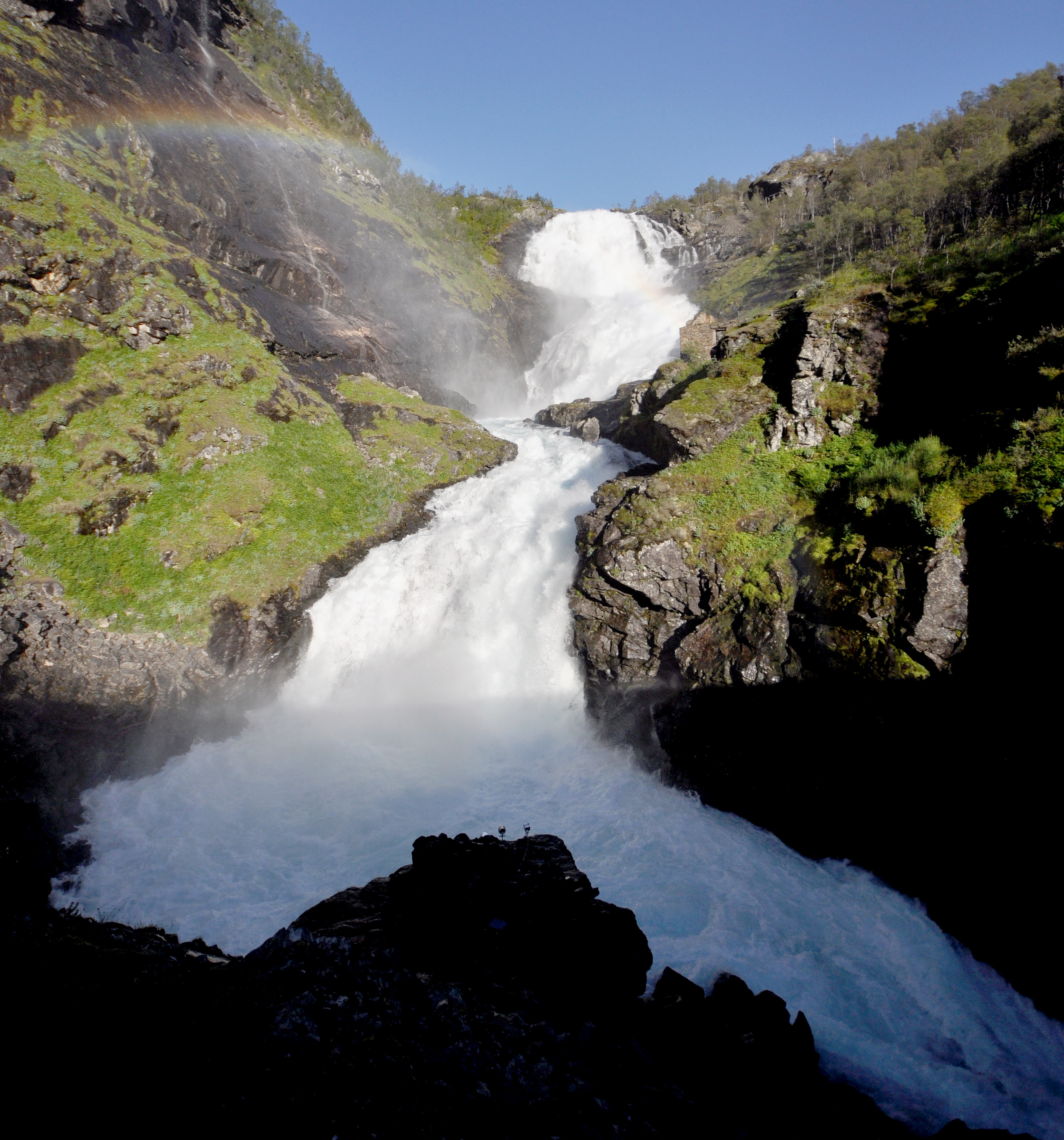
… für ein Foto
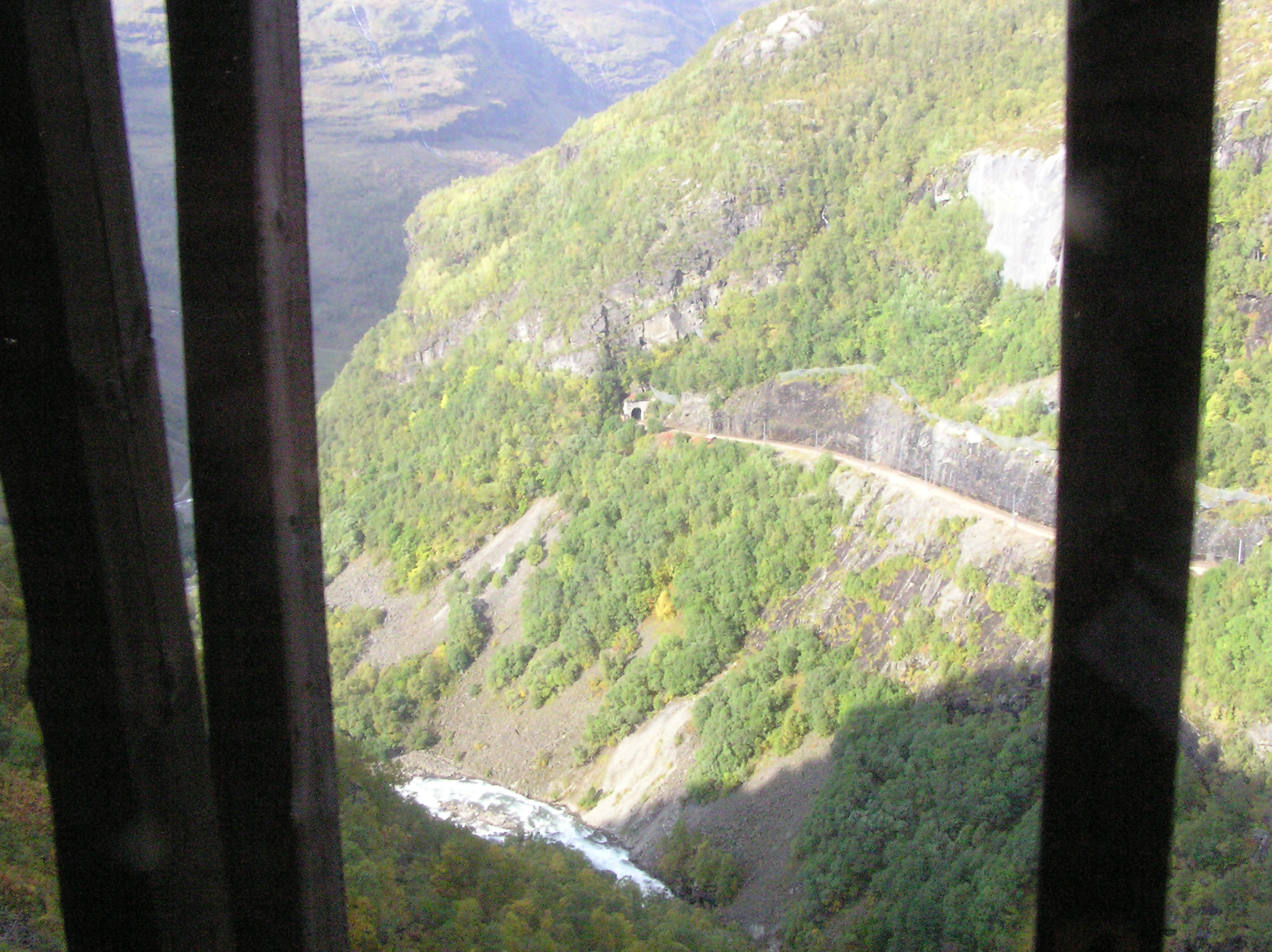
Blick aus einem Tunnel auf den nächsten Tunnel
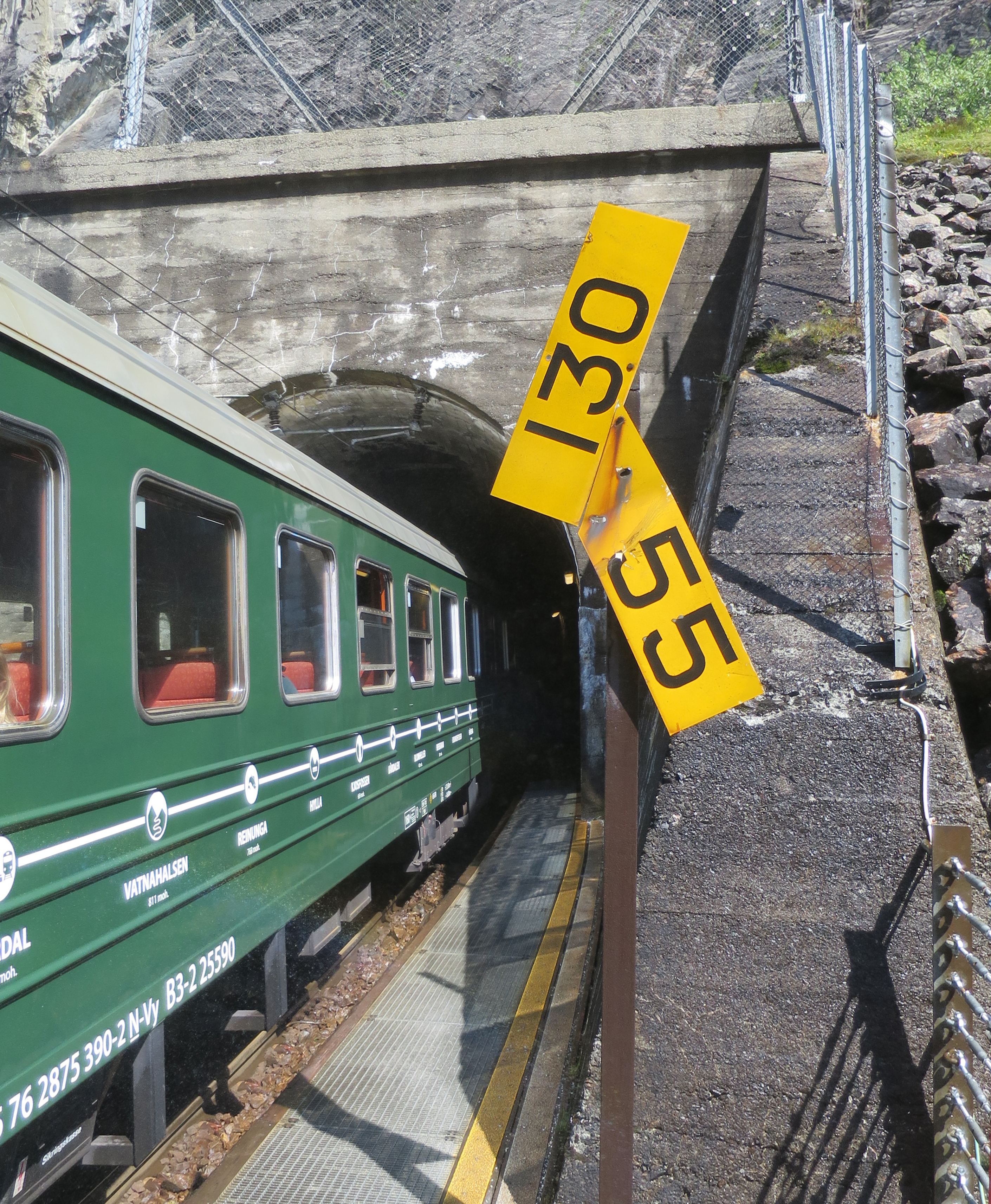
Jetzt wird es aber steiler: 55 ‰ Gefälle.

## Strecke

### Allgemeines
Die Bahnstrecke ist 20,2 Kilometer lang und überwindet dabei einen Höhenunterschied von 864 Metern. 16 Kilometer der Strecke haben eine Steigung von über 28 ‰; die größte Steigung beträgt 55 ‰ (das entspricht einem Höhenmeter auf 18 Meter Strecke). Auf diese Weise gehört die Flåmsbana zu den steilsten normalspurigen Adhäsions-Eisenbahnen der Welt. Fünf voneinander unabhängige Bremssysteme sorgen für die Sicherheit des Betriebes.
Eine technische Sicherung von Zugfahrten besteht nicht, sie wird einzig durch den Fahrdienstleiter gewährleistet. Im Sommer verkehren zwei Garnituren gleichzeitig, die sich im Bahnhof Berekvam kreuzen. Dabei werden die Weichen von Hand gestellt. Eine Abhängigkeit zu den Einfahrsignalen besteht nicht.

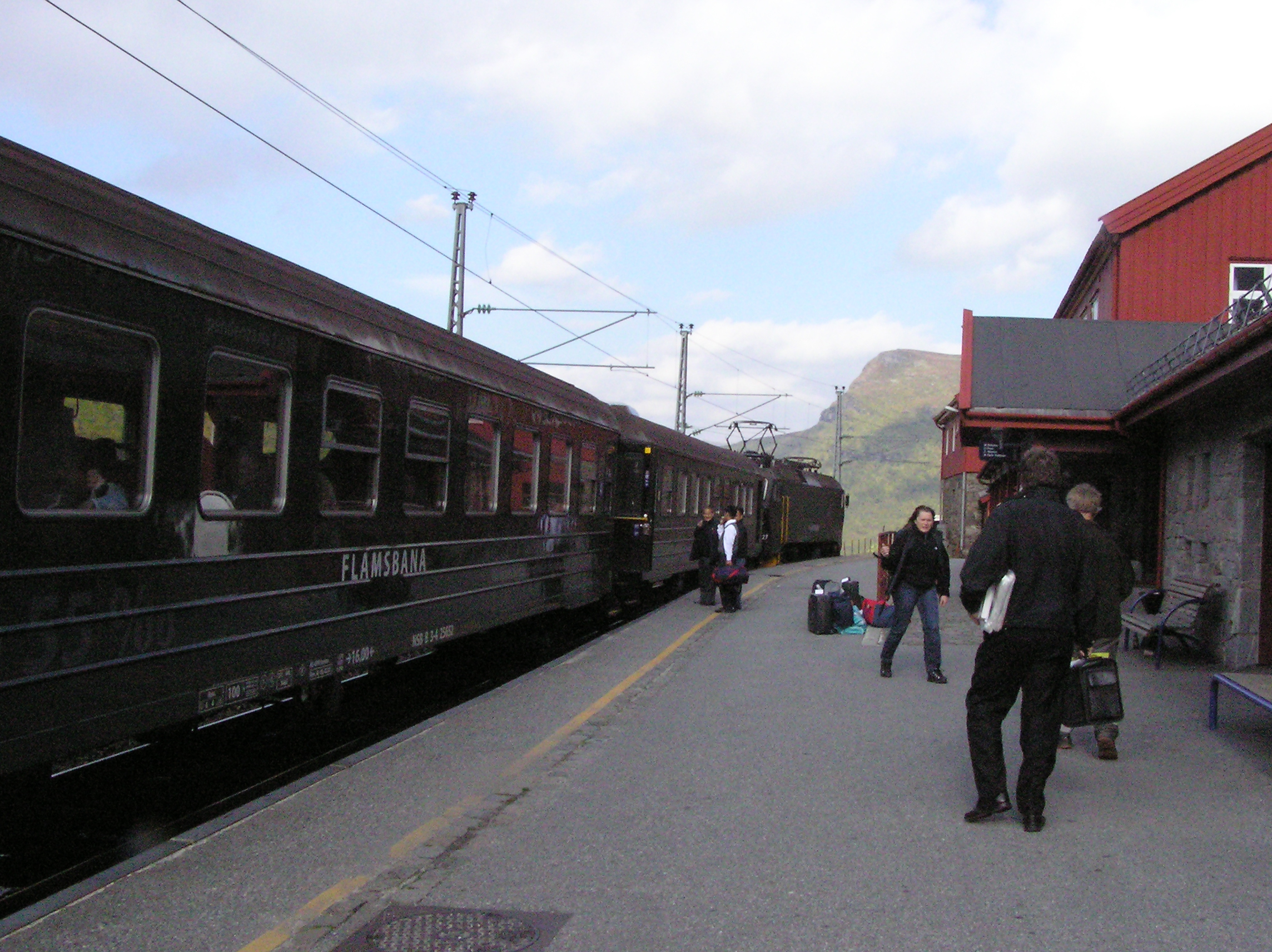
Bahnhof Myrdal Umstieg Flåmsbana / Bergenbahn
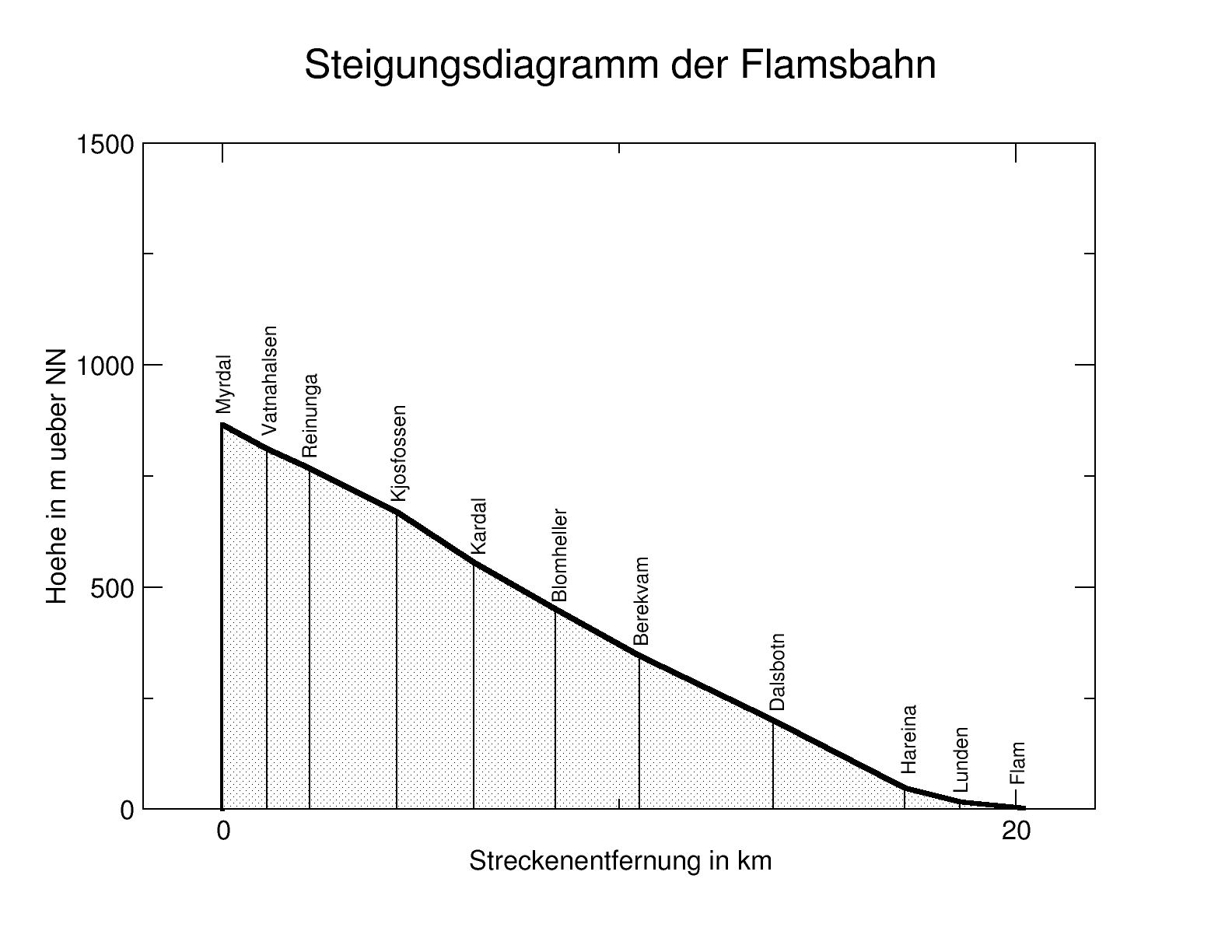
Steigungsdiagramm der Flåmsbana
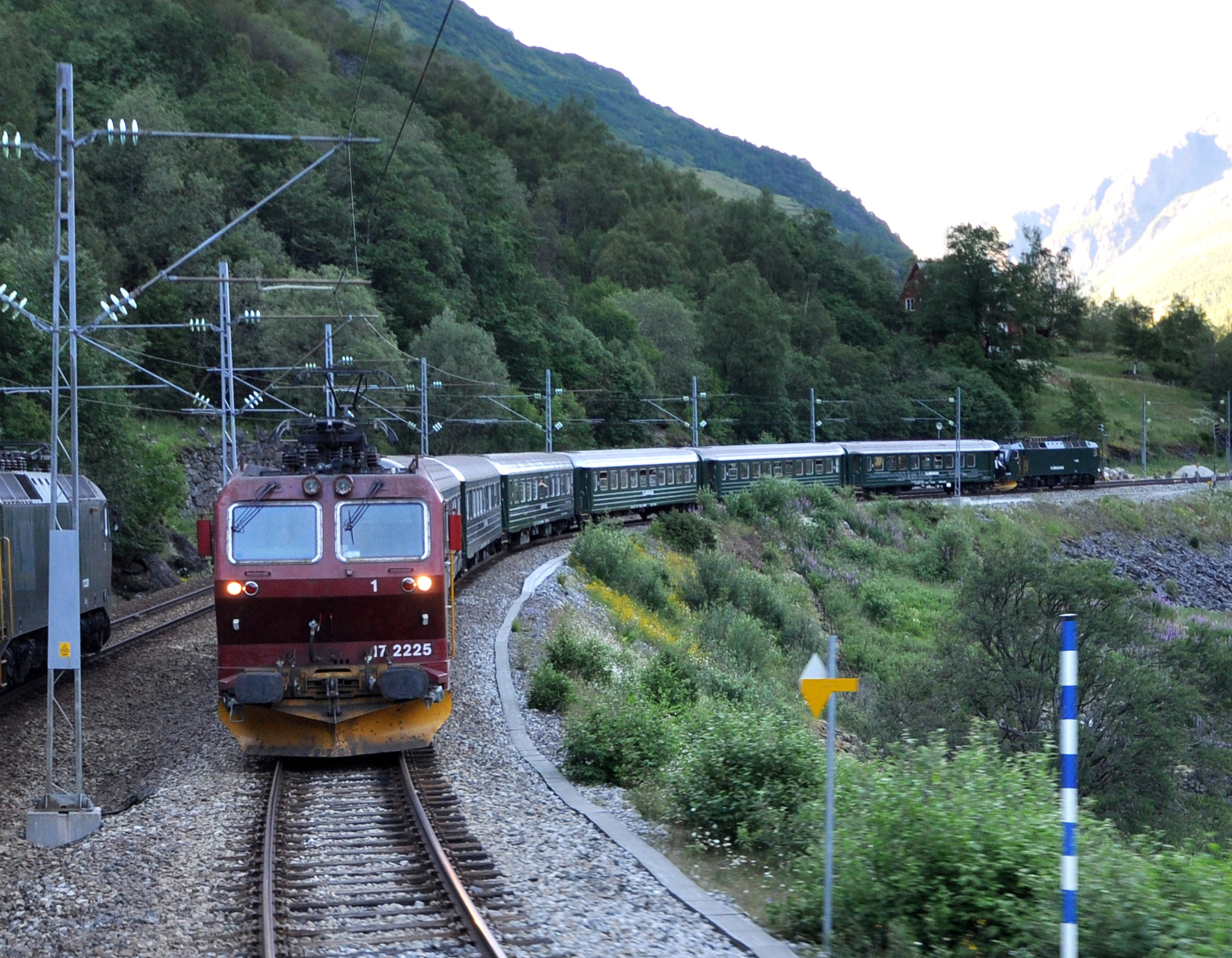
Flåmsbana in Richtung Myrdal, 2010, mit Lok El 17 2225
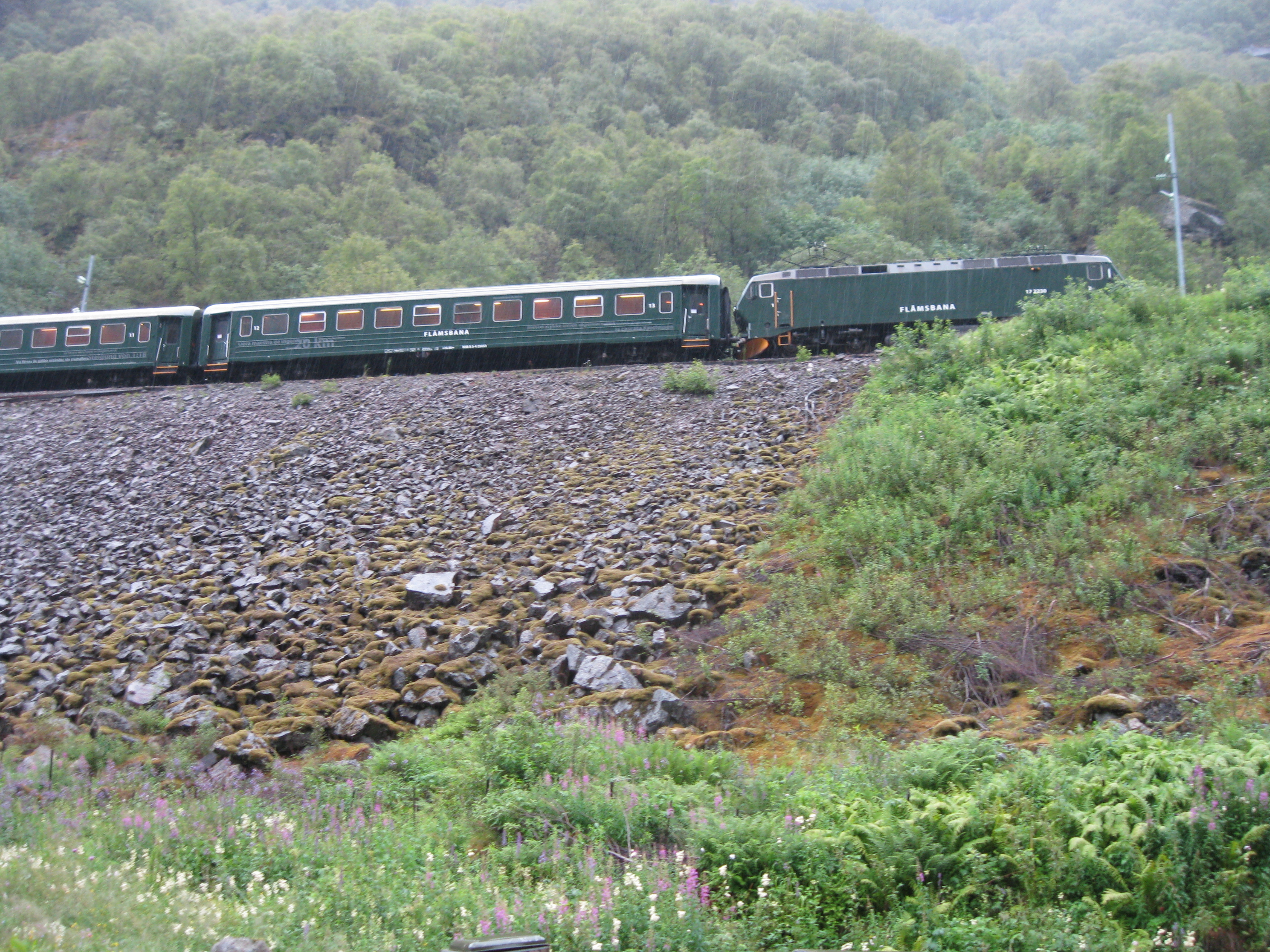
Zug der Flåmsbana, Sommer 2010

### Streckenverlauf
Um vom Bahnhof Myrdal den Höhenunterschied hinunter zum Flåmsdalen zu bewältigen, mussten zunächst drei Kehrschleifen angelegt werden. Die erste Schleife führt dabei vom Bahnhof weitgehend in offener Bauweise in relativ flachem Terrain zum Nordende des Sees Reinungavatnet. Nach einer Richtungsänderung nordwestwärts gelangt die Strecke im Kehrtunnel des Vatnahalsen über die Haltestelle am Kjosfossen zum Gegenhang auf der Ostseite des Flåmsdalen. Dort erfolgt erneut eine Richtungsänderung nach Nordwesten, bevor die Strecke wieder ans Tageslicht kommt und später bei Blomheller auf den westlichen Talhang übergeht. Nach einem neuen Hangwechsel bei Dalsbotn wird der Endbahnhof Flåm unmittelbar südlich der Mündung des Flusses ins Meer erreicht.

### Tunnel
Die Strecke führt durch 20 Tunnel, wobei einer von ihnen als Kehrtunnel ausgeführt wurde, um Höhe zu gewinnen. Die Gesamtlänge der Tunnel beträgt 5.962,4 Meter: Damit liegen 28 % der Strecke im Tunnel.
| Tunnel der Flåmsbana   | Tunnel der Flåmsbana | Tunnel der Flåmsbana |
| Name                   | Länge (m)            | Baujahre             |
| ---------------------- | -------------------- | -------------------- |
| Furuberget             | 424,00               | 1926–1934            |
| Spælemyren             | 24,60                | 1929–1930            |
| Dalsbotn, unterer      | 206,60               | 1930–1935            |
| Dalsbotn, oberer       | 154,30               | 1925–1928            |
| Høga                   | 59,20                | 1927–1928            |
| Timberheller           | 172,60               | 1932–1933            |
| Geithus                | 139,20               | 1934–1935            |
| Sjølskott              | 39,20                | 1931–1935            |
| Reppa                  | 132,90               | 1926–1928            |
| Melhus                 | 177,5                | ?                    |
| Melhusgjelet           | 11,10                | ?                    |
| Blomheller             | 1029,60              | 1924–1935            |
| Nåli                   | 1341,50              | 1924–1935            |
| Kjosfoss               | 478,40               | 1924–1935            |
| Bakli                  | 195,10               | 1924–1934            |
| Tunnel p.1668          | 22,70                | ?                    |
| Tunnel p.1692          | 14,00                | ?                    |
| Vatnahalsen Kehrtunnel | 888,60               | 1924–1934            |
| Toppen, unterer        | 79,90                | 1925–1926            |
| Toppen, oberer         | 101,40               | 1926–1929            |
| Gesamt                 | 5962,40              | 1924–1935            |

## Betrieb

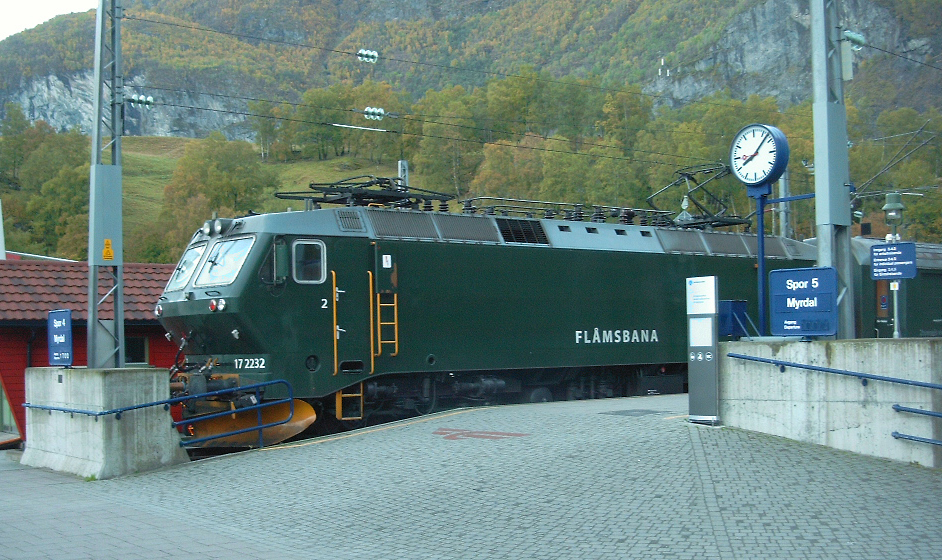
Die Lok 17 2232

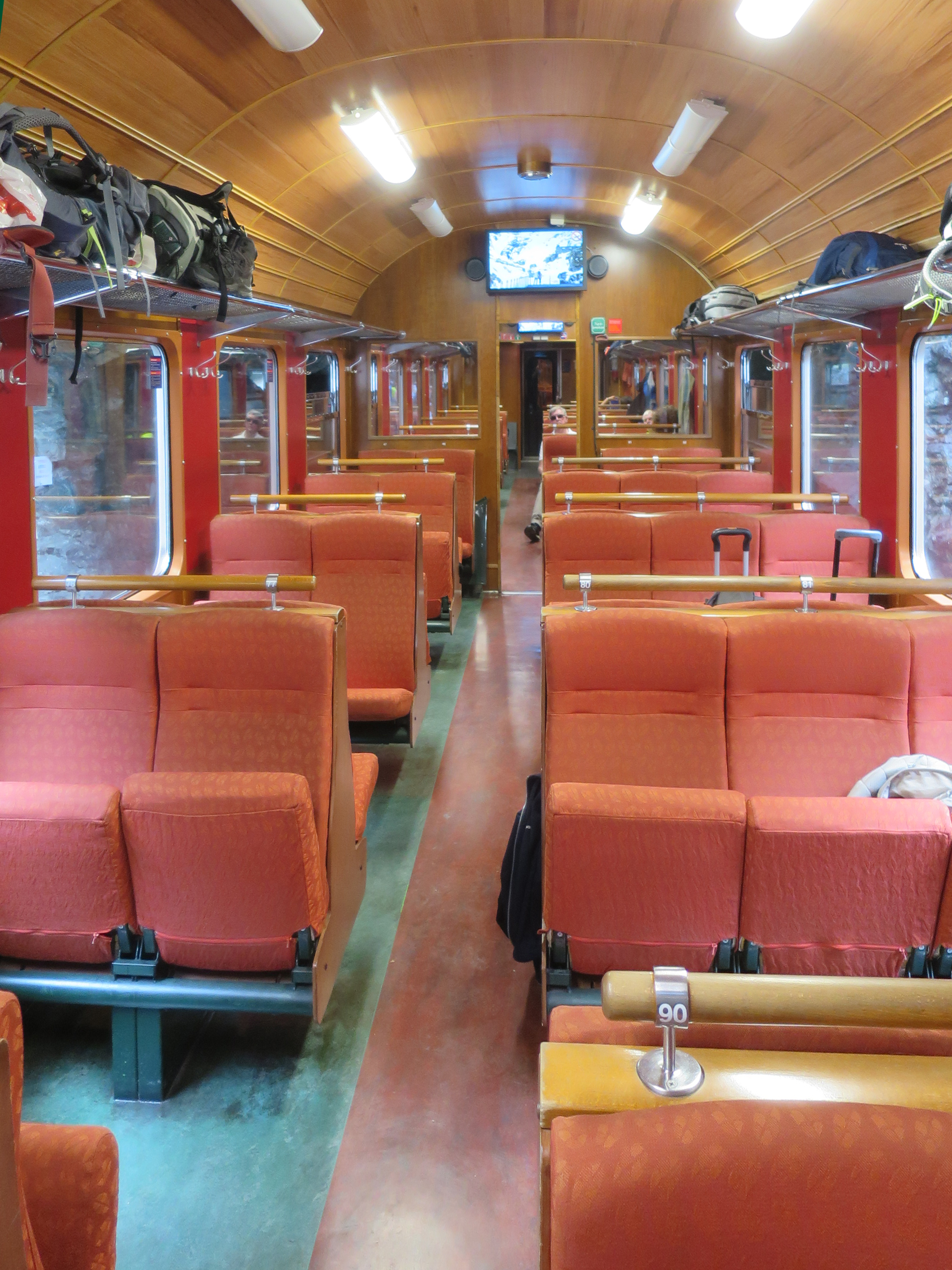
Innenansicht eines Personenwagens

### Regelbetrieb
Bereits 1947 kamen die eigens gebauten E-Loks der Reihe El 9 auf die Flåmsbahn. Ihnen folgten ab ca. 1987 die El 11. Als Wagen wurden oft ehemalige Mittel- und Steuerwagen von Triebwagen der Reihe BM65, BM67 und BM91 verwendet. In der Zeit, bevor der nahezu ausschließlich touristische Betrieb begann, verkehrten auch Kurswagen zwischen Oslo und Flåm, darunter auch Schlafwagen.
Ab 1992 wurden für einige Jahre ausgeliehene, schwedische Triebwagen der Reihe X10 von SL (Storstockholms Lokaltrafik) verwendet, die ihre Beschriftung und Lackierung behielten. Seit 1998 verkehren touristisch angepasste Sandwich-Züge. Sie bestanden bis 2014 aus je zwei Loks der Reihe El 17 mit Personenwagen der Reihe B3-4, B3-5 und BF3-3, dunkelgrün lackiert. Insgesamt sechs Loks der Reihe El 17 standen zur Verfügung. Im Spätsommer 2014 wurden die El 17 durch silber/grau lackierte Loks der Reihe El 18 ersetzt.
Beim Wasserfall Kjosfossen wird ein Stopp eingelegt, um Möglichkeit zum Fotografieren zu geben. Die Fahrzeit beträgt etwa eine Stunde. Je nach Saison fahren im Winter vier, im Sommer bis zehn Zugpaare am Tag.
Die zulässige Höchstgeschwindigkeit beträgt bergauf 40 km/h, bergab 30 km/h.

### Zwischenfälle
Nach dem Brand der hölzernen Schneeschutz-Galerie Hallingskeid am 16. Juni 2011 auf der Bergenbahn sollen alle hölzernen Schneeschutz-Galerien, auch die der Flåmsbana, durch Stahl-Skelett-Bauten ersetzt werden.
Durch Überschwemmungen am 28. und 29. Oktober 2014 wurden die Bahnanlagen schwer beschädigt. Es waren die größten Schäden an der Strecke seit ihrer Eröffnung. Die Strecke blieb rund vier Wochen gesperrt.
Am 31. Juli 2019 stießen im Kreuzungsbahnhof Berekvam die Züge 1859 und 1860 mit insgesamt 800 Fahrgästen frontal zusammen, die sich hier hätten kreuzen sollen. Zehn Menschen wurden verletzt, die beiden führenden Lokomotiven und zwei Personenwagen erheblich beschädigt.

## Museum

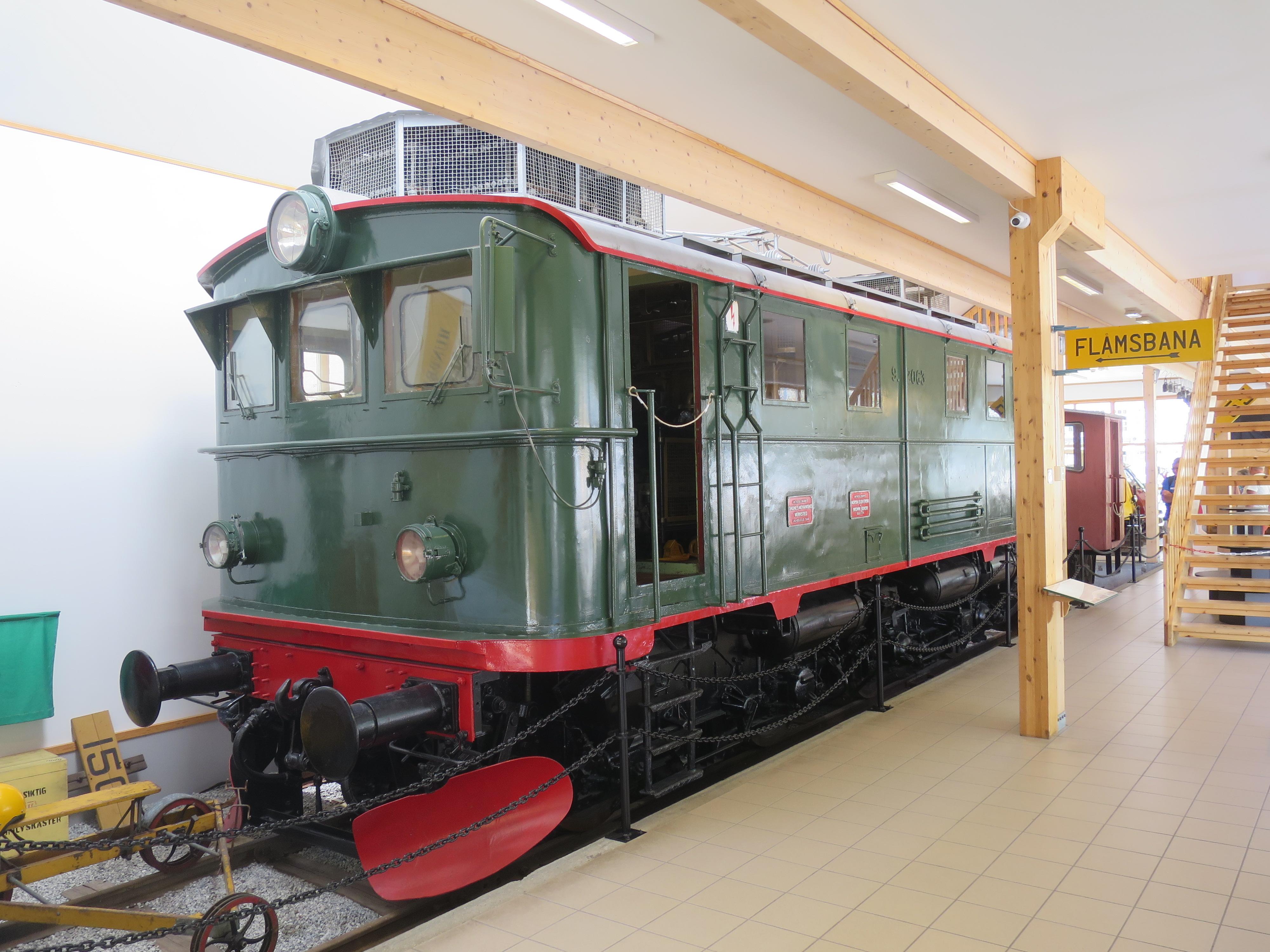
Flåmsbana Museet in Flåm

Im Empfangsgebäude des Bahnhofs Flåm gibt es ein Museum, das über Bau und Betrieb der Strecke informiert.